# Sengoku Basara X
Sengoku Basara X (prononcé cross) est un jeu vidéo de combat développé par Arc System Works et édité par Capcom en 2008 sur System 246. Il a été porté sur PlayStation 2,.